# Otto Wiethaus
Otto Wiethaus (* 29. Juli 1842 in Limburg a.d. Lenne; † 27. April 1918 in Bonn) war ein deutscher Ingenieur, Industrieller und Politiker.

## Ausbildung

Otto Wiethaus

Otto Wiethaus, Sohn des Kreisrichters Carl Wiethaus, studierte von 1859 bis 1862 Maschinenbau am Polytechnikum in Karlsruhe. Dort wurde er im Wintersemester 1860/61 Mitglied der Burschenschaft Teutonia. Zu seiner weiteren Ausbildung arbeitete er ein Jahr unentgeltlich in der Maschinenfabrik von Fétu-Defize in Lüttich. Danach war Vollrath Betriebsassistent bei der Firma John Cockerill in Seraing bei Lüttich. 1867 wechselte er zu Phoenix in Ruhrort. Erst war er Assistent des Betriebsleiters, dann Fabrikationsleiter des Puddel- und Walzwerkes. Nach fünf Jahren übernahm er die technische Leitung des Aachener Hütten-Aktien-Vereins zu Rothe Erde bei Aachen.

## Westfälische Drahtindustrie
1874 wurde Wiethaus zum technischen Leiter der Westfälischen Drahtindustrie zu Hamm. Dabei wurde er als stellvertretendes Mitglied in der Vorstand aufgenommen. 1894 wurde er ordentliches Vorstandsmitglied und von 1894 bis 1910 leitete er als alleiniger Vorstand und Generaldirektor das Unternehmen. Als technischer Leiter der Westfälischen Drahtindustrie gelang es Wiethaus eine Sanierung des Unternehmens. Zu dieser Zeit machte das Unternehmen Verluste, und die Jahreserzeugung betrug ca. 35.000 t. Nach Wiethaus' Ausscheiden schrieb das Unternehmen schwarze Zahlen und die Jahreserzeugung war größer als 226.000 t. Die Anzahl der Arbeiter stieg von 800 auf über 2.200. Nach 1910 ging Otto Wiethaus in den Aufsichtsrat und verblieb dort bis zu seinem Tode.

## Wirtschaftsverbände
Wiethaus war Mitglied des geschäftsführenden Ausschusses der Aktiengesellschaft Deutsche Drahtwalzwerke. Er setzte sich für die Schaffung von Verfeinerungsverbände des Drahtgewerbes ein, in denen er lange Jahre zu den führenden Männern gehörte. Seit der Gründung des Verbands deutscher Drahtstiftfabrikanten 1898 war Wiethaus stellvertretender und von 1902 an erster Vorsitzender, bis zur Auflösung des Verbandes 1906. Ebenfalls war er stellvertretender und später erster Vorsitzender des von 1900 bis 1905 existierenden Drahtseilverbandes. Wiethaus leitete während der gesamten Geltungsdauer von 1909 bis 1911 die Inlands-Preiskonvention für Draht, Drahtwaren und Drahtstifte.

## Ehrenamtliche Tätigkeiten und Politik
Otto Wiethaus arbeitete lange im Vorstand des Vereins Deutscher Eisen- und Stahlindustrieller und des Vereins zur Schiffbarmachung der Lippe. Er gehörte dem Bezirkseisenbahnrat zu Hannover und seit 1910 dem Verwaltungsrat der Berliner Handelsgesellschaft an.  Wiethaus war viele Jahre Stadtverordneter und Kreisausschussmitglied in Hamm. Dort war er an der Gründung und am Ausbau des Sool- und Thermalbades beteiligt. Und er betätigte sich lange Zeit als Vorsitzender des Kreiswahlkomitees der Nationalliberalen Partei für den Wahlkreis Hamm-Soest.